# Buick Apollo
La Buick Apollo est une automobile compacte produite par la firme américaine Buick sur la plateforme "X" de General Motors.

## Histoire
Disponible en berline 4 portes de 1973 à 1975 et coupé 2 portes puis berline 5 portes en 1973-1974, elle fut remplacée en 1975-76 par la Buick Skylark. La Buick Apollo était propulsée par le six cylindres en ligne Chevrolet de 250 pouces cubes ou par le V8 Buick de 350 pouces cubes.
Une petite voiture nommée "Apollo" avait été produite dans les années 1960 et était propulsée par le petit V8 en aluminium de Buick, qui a été plus tard vendu à Rover.